# Mbale (meteoryt)
Mbale – meteoryt kamienny zaliczany do chondrytów oliwinowo-hiperstenowych L 6/5. Meteoryt spadł w postaci deszczu meteorytów 14 sierpnia 1992 roku w Ugandzie w mieście Mbale i jego okolicach. Największy fragment meteorytu miał masę 27,4 kg i został znaleziony w okolicach więzienia w mieście Mbale. Ocenia się, że meteoroid przed wejściem w ziemską atmosferę ważył około 1000 kg. Gęstość meteorytu wynosi ok. 3,5 g/cm3. Zebrane meteoryty w większości trafiły do Narodowego Muzeum Przyrodniczego w Leiden, w Holandii.
W Polsce fragment o wadze 15,3 g znajduje się w kolekcji Olsztyńskiego Planetarium i Obserwatorium Astronomicznego.